# Dika Mem
Dika Mem (Pariz, 31. kolovoza 1997.) - francuski rukometaš FC Barcelone i francuske rukometne reprezentacije.
Mem je kasno počeo igrati rukomet, naučio ga je s 13 godina. Karijeru je započeo u francuskom klubu Eaubonne, gdje je igrao do svoje 15. godine. Sljedeće dvije sezone bio je u Pôle Espoirsu prije jedne sezone u Saint Gratienu. Skok u rukometnu elitu napravio je sa 17 godina, a u sezoni 2015./'16 debitirao je za Tremblay. U svojoj prvoj sezoni, Mem je postigao 93 gola u 25 utakmica. 
Prije toga, postao je europski prvak do 18 godina s francuskom reprezentacijom. Mem je potpisao ugovor s  F.C. Barcelonom na šest sezona, počevši od 2016./'17. Bio je u najboljoj ekipi EHF Lige prvaka 2021. i 2022.
Sudjelovao je na Svjetskom prvenstvu u Francuskoj 2017., gdje je s reprezentacijom Francuske osvojio zlatnu medalju. Osvojio je dodatnu zlatnu medalju s francuskom reprezentacijom na Olimpijskim igrama u Tokiju 2020. te na Europskom prvenstvu u Njemačkoj 2024.